# Михайловский, Яков Тимофеевич
Яков Тимофеевич Михайловский (1836—?) — российский публицист и педагог.

## Биография
Происходил из дворян. Родился 30 апреля (12 мая) 1836 года в имении отца в Волчанском уезде Харьковской губернии. Среднее образование получил в Первой Харьковской гимназии, окончив её курс в 1853 году с золотой медалью. В том же году переехал в Петербург и поступил в Главный Педагогический институт на историко-филологический факультет, который окончил с золотой медалью в 1857 году — в один год с Добролюбовым.
Затем изучал историю в Гейдельбергском университете. В 1860 году из Германии переехал во Францию, где посещал лекции в Сорбонне. Был корреспондентом журнала «Русский педагогический вестник». После возвращения в Петербург Михайловский по семейным обстоятельствам был вынужден отказаться от экзамена на степень магистра.
В 1865 году он занял место преподавателя истории в Мариинском институте, в котором он и состоял на службе в течение 18 лет. В это же время Михайловский преподавал историю в Павловском училище и в других учебных заведениях, а также давал частные уроки по истории. С 1883 года в течение 11 лет он занимал должность главного фабричного инспектора над занятиями малолетних рабочих в заводских промышленных заведениях; в 1886 году опубликовал первый отчёт (за 1885 год): «О деятельности фабричной инспекции…».
Одновременно с исполнением своих служебных обязанностей Я. Т. Михайловский занимался публицистикой. Принимал участие в различных столичных газетах и журналах, преимущественно в педагогических. В течение многих лет он состоял постоянным сотрудником журнала «Народная школа», где вёл педагогическую хронику по народному образованию. В журнале «Сельская беседа» Михайловский поместил ряд рассказов из русской истории для народного чтения. В 1871 году он напечатал исследование «Современное положение заграничной народной школы», в 1881 — «Очерк современного состояния заграничной народной школы», в 1894 — «О причинах пьянства среди рабочих и о мерах к его ослаблению». К международной выставке в Чикаго 1893 года Я. Т. Михайловским была написана статья «Заработная плата и продолжительность рабочего времени на фабриках и заводах».
С 1864 по 1893 годы Михайловский принимал деятельное участие в качестве члена, секретаря и затем председателя в трудах Санкт-Петербургского комитета грамотности; особенно заслуживает внимания его участие в издании комитетом в 1878 году «Систематического обзора русской народно-учебной литературы».